# Turnix nigricollis
El torillo malgache (Turnix nigricollis) es una especie de ave caradriforme de la familia Turnicidae endémica de Madagascar.

## Descripción

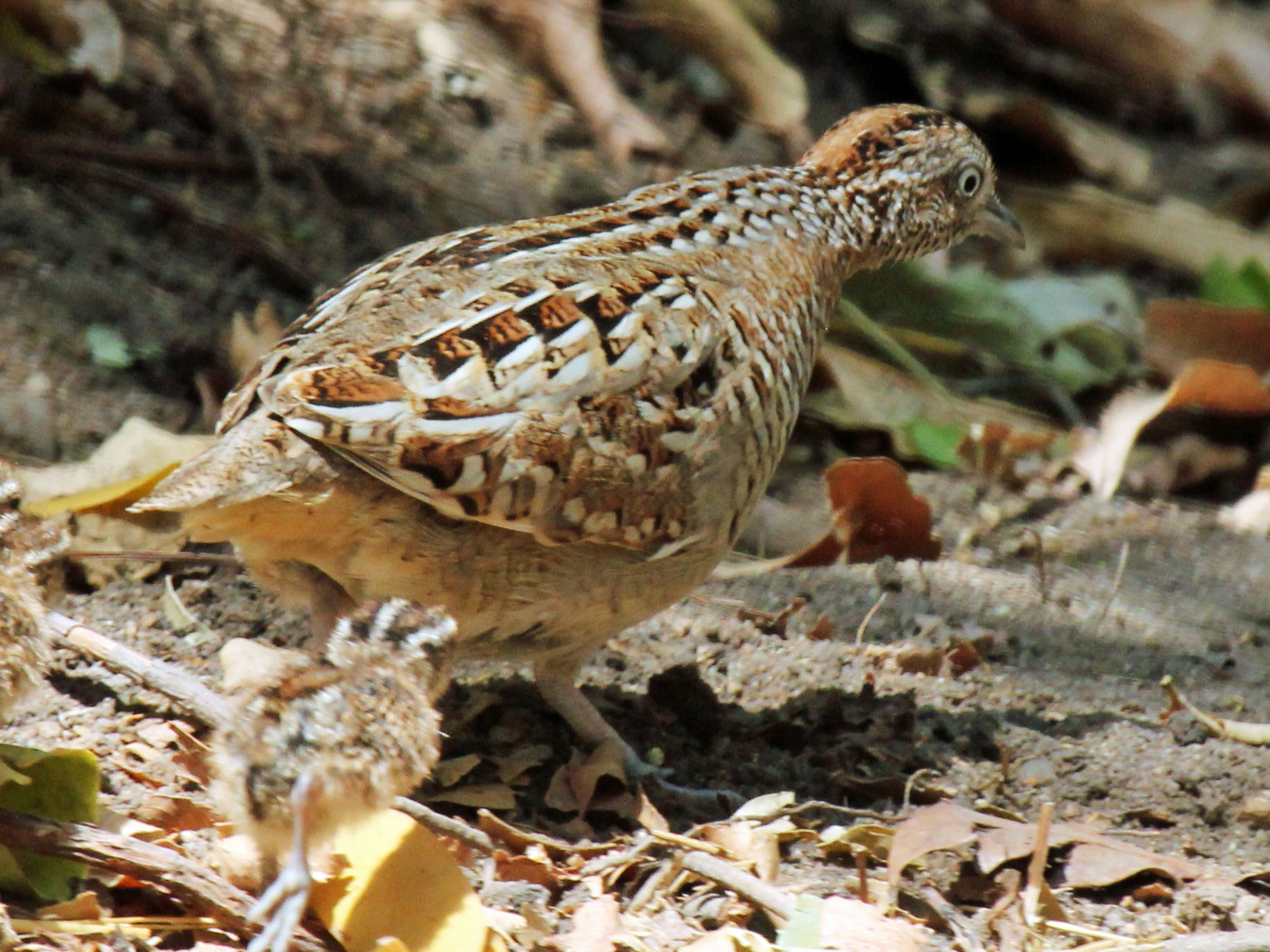
Macho en el parque Isola.

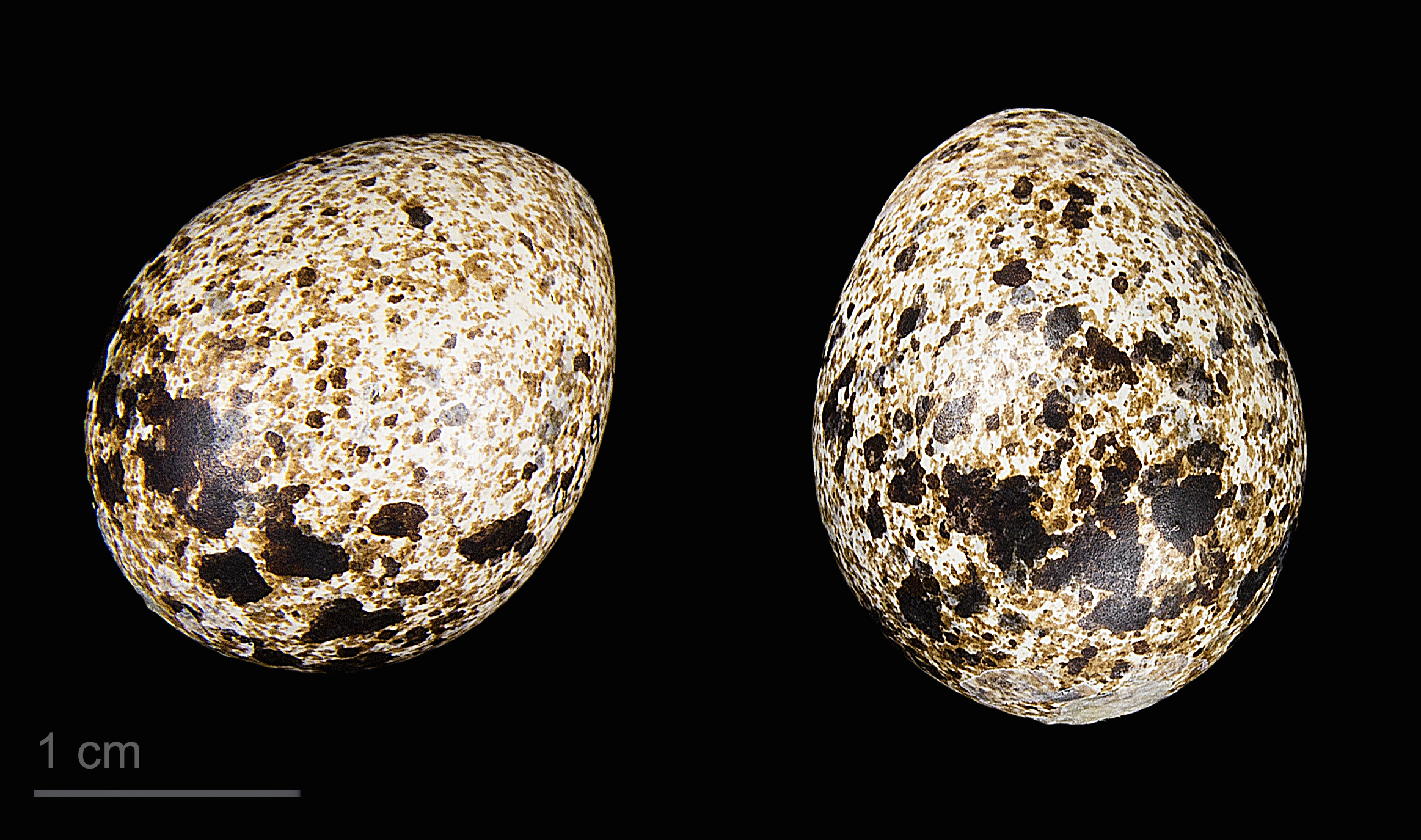
Turnix nigricollis - MHNT

El torillo malgache mide entre 14 y 16 cm de largo. Presenta un marcado dimorfismo sexual. Las hembras son ligeramente más grandes que los machos. El plumaje de los machos tiene las partes superiores de color marrón salpicado con vetas claras y pardas más oscuras mientras que sus partes inferiores son de color anteado con vetas pardas. Su cabeza es marrón con motas claras, siendo sus listas superciliares más claras y su garganta anteada. Su pico es gris y el iris de sus ojos amarillo. Las hembras tienen la cabeza gris con motas blancas con bigoteras también blancas, y la garganta y el pecho negros.

## Hábitat
Es una especie de hábitos terrestres que suele encontrarse en las sabanas y los bosques no demasiado densos de Madagascar, desde el nivel del mar hasta los 1900 metros de altitud.

## Ecología
La especie se ve a menudo sola o en pequeños grupos de hasta cuatro aves. Si se asusta, puede agacharse para evitar ser detectado o puede huir, pero rara vez vuela a menos que el peligro esté muy cerca. Incluso entonces, vuela con rápidos aleteos solo por una corta distancia. Se alimenta rascando la hojarasca como un pollo , dejando depresiones circulares distintivas. Se alimenta principalmente de invertebrados y tiene un gusto particular por las larvas de termitas . Se encontró que un individuo había comido caracoles , cucarachas , escarabajos , moscas , insectos y orugas . También puede comer semillas. 
Al igual que con otros miembros de esta familia, la hembra juega el papel más activo en la temporada de reproducción, defendiendo un territorio y emitiendo vocalizaciones para atraer a un macho. El nido está construido en una ligera depresión en el suelo, a menudo oculto en una mata de hierba o una espesa vegetación. Ambos pájaros lo construyen a partir de pastos y tallos secos, hojas muertas y, a veces, plumas. Puede estar parcialmente techado con hojas muertas y, a veces, se accede a él por una pista cubierta. Se pone una nidada de unos cuatro huevos muy manchados. El macho los incuba durante una quincena, posiblemente siendo relevado por la hembra de vez en cuando; también es responsable del cuidado de las crías, alimentándolas durante la primera semana desde su pico antes de que empiecen a picotear la comida del suelo. La hembra es al principio agresiva con los polluelos y el macho los defiende, pero luego la hembra asume un papel más de cuidado. Los polluelos se vuelven independientes a la quinta semana y los padres pueden alejarlos después de esto.